# Батує
Батує (словен. Batuje) — поселення в долині річки Віпава (словен. Vipavska dolina) в общині Айдовщина. Висота над рівнем моря: 128,1 м.